# Christophe Poot
Pour les articles homonymes, voir Poot.
Christophe Poot, né le 6 juin 1971 à Bruxelles (province de Brabant), est un auteur, dessinateur, chroniqueur de la bande dessinée, et éditeur belge, fondateur du groupe et de la maison d'édition La Cinquième Couche.

## Biographie
Christophe Poot naît 6 juin 1971 à Bruxelles,,.
Après sa formation à l'Institut Saint-Luc de Bruxelles, il cofonde les éditions La Cinquième Couche en 1993, avec un groupe d'auteurs de l'atelier de bande dessinée dudit institut.
Il publie dans tous les numéros collectifs de la revue. Il publie Cèdre et Séquoia en 1999. La même année, il participe aux côtés de Xavier Löwenthal au projet Terre-Neuve de l’association Recyclart dont le but premier est de transformer la rupture urbaine provoquée par la jonction Nord-Midi avec les cinquième, septième, huitième, dixième et dix-septième panneaux d'une superficie d'environ 16 m2.
Il publie Hareng Couvre Chef,, dans une nouvelle collection de petit format chez le même éditeur en 2001. Une bande dessinée qui se déroule dans l'ambiance glauque et violente d'un bouge portuaire. Puis, il contribue à l’élaboration graphique de l'album collectif Le Coup de Grâce, en 2006. 
Il démissionne de la maison d'édition en 2007, pour se consacrer au dessin et à un grand récit romantique, qui fait suite à Graham Schalken l’Inconsolé publié en 2006,. Il initie en 2008 le site web La Paroi et fonde la structure d’édition Nu-Tête en 2013,. Il participe également à la première mouture du site des employés-du-moi, et ensuite à grandpapier.org, plate-forme d’illustrations et de bandes dessinées. Il publie Magnolia Stellata en 2013. C'est aux côtés de Florian Huet et Éric Lambé qu'il expose ses œuvres lors de l'exposition Ainsi, dire tenue à la bibliothèque Wittockiana du 29 septembre 2018 au 20 janvier 2019. Ces trois auteurs ont en commun le questionnement des formes narratives, de laisser aux lecteurs une grande liberté d’invention et d’interprétation, et ainsi que d’être attentifs à l’objet-livre.
Il publie Hareng couvre-chef et autres chansons de marins en 2019,. À l'occasion du festival d'Angoulême 2020, il participe au fanzine distribué gratuitement LBD2020. Il publie encore Konvalescens : Stockholm 1906 chez le même éditeur auquel il reste fidèle en 2023.
Par ailleurs, il est chroniqueur de bandes dessinées alternatives sur le site du9 et du magazine Gonzaï. Il fait partie également de la structure d’organisation du prix Fernand-Baudin depuis 2011. Parallèlement, il enseigne à l'ESA Saint-Luc.

### Vie privée
Il vit à Bruxelles.

## Œuvres

### Albums de bande dessinée
- Cèdre et Séquoia[17],[18], La Cinquième Couche, Bruxelles, 1999
Scénario et dessin : Christophe Poot - Couleurs : noir et blanc -  (ISBN 2-9600186-1-3)
- Hareng Couvre-Chef[19], La Cinquième Couche, Bruxelles, 2001
Scénario et dessin : Christophe Poot - Couleurs : noir et blanc -  (ISBN 9782960018646)(OCLC 421801254)
- Graham Schalken, l’Inconsolé[20], La Cinquième Couche, Bruxelles, juin 2006
Scénario et dessin : Christophe Poot - Couleurs : noir et blanc -  (ISBN 2930356170)(OCLC 1400264413)
- Magnolia Stellata[21], La Cinquième Couche, Bruxelles, 2013.
- Hareng Couvre-chef et autres chansons de marins[11], La Cinquième Couche, Bruxelles, 2019
Scénario et dessin : Christophe Poot - Couleurs : noir et blanc -  (ISBN 978-2-39008-034-3)
- Konvalescens / Stockholm 1906[14], La Cinquième Couche, Bruxelles, 7 avril 2023
Scénario et dessin : Christophe Poot - Couleurs : noir et blanc -  (ISBN 9782390080886)

### Collectifs
- Le Coup de grâce, La Cinquième Couche, Bruxelles, 26 août 2006
Scénario et dessin : collectif dont Christophe Poot - Couleurs : quadrichromie -  (ISBN 9782930356297)
- 40075km comics, L'Employé du Moi, Bruxelles, janvier 2007
Scénario et dessin : collectif dont Christophe Poot - Couleurs : quadrichromie -  (ISBN 978-2-930360-13-3)
- Suisse - Belgique, Castagniééé, Vevey, mai 2008
Scénario : collectif - Dessin : collectif dont Christophe Poot - Couleurs : noir et blanc -  (ISBN 978-2-940346-28-8)

### Catalogues d'expositions
- Ainsi, dire[9], Wittockiana, Bruxelles, 2018
Scénario : Erwin Dejasse - Dessin : Éric Lambé, Christophe Poot, Florian Huet - Couleurs : quadrichromie -  (ISBN 9782873050030)Publié dans le cadre de l'exposition Ainsi dire à la bibliothèque Wittockiana du 29 septembre 2018 au 20 janvier 2019. (OCLC 1400758937)

### Expositions

#### Expositions collectives
- Louisiana Manifest[22] une collaboration avec les Ateliers Jean Nouvel, Louisiana Museum, Humlebæk, du 6 juin au 18 septembre 2005.
- Bruxelles, objectif BD[23], dans le cadre de Bruxelles BD 2009, Galerie Petits Papiers, Bruxelles du 8 au 17 septembre 2009.
- Ainsi dire[9],[10] à la bibliothèque Wittockiana, Bruxelles du 29 septembre 2018 au 20 janvier 2019.